# グラン・ブルー (映画)
『グラン・ブルー』（Le Grand Bleu）は、1988年に公開されたフランスとイタリアの合作映画。監督はリュック・ベッソン。

## 概要
フリーダイビングの世界記録に挑む2人のダイバーの友情と軋轢、そして海に生きる男を愛してしまった女性の心の葛藤を描く海洋ロマン。
10代からダイビングに親しんできたベッソン監督が、長年の夢だった“イルカに魅せられた潜水夫の物語”を、実在の天才ダイバー、ジャック・マイヨールの協力を得て映画化。撮影は1987年6月から約9か月に渡り、パリを含むフランス、ニューヨークなどで行われた。
フランスでは公開後、ハイティーンの若者達の絶大な支持を集め、映画館前は長蛇の列。上映前と終わりには、割れんばかりの拍手が映画館を埋めるような狂騒となった。フランス国内の観客動員数は1000万人、パリでは187週連続上映という記録を打ちたてた。彼らは「Grand Bleu Generation」と呼ばれ、社会現象にまでなった。

## ストーリー
イタリア人フリーダイバーで無呼吸潜水の世界チャンピオンであるエンゾはある男を捜していた。ギリシアの海辺の町で育ったエンゾは誰よりも素潜りが得意なガキ大将だったが、彼が唯一認めていたのが、潜水夫の息子である一人の気弱そうな少年だった。
ニューヨークで働く保険調査員ジョアンナは、自動車事故の調査でペルー・アンデス山脈の高地にいた。そこで彼女は、氷結した湖に酸素ボンベもなしに潜水していく1人のダイバーに出会う。ジャック・マイヨール。彼こそがエンゾが捜していた少年の成長した姿だった。
シチリアのタオルミーナで開催されるフリーダイビング競技会にジャックを招待するエンゾ。ジャックを追ってジョアンナもやって来た。簡単に新記録を打ち出すエンゾ。翌日に潜ったジャックも初参加ながら準優勝した。
仕事をクビになり、ジャックと暮らし始めるジョアンナ。各地の大会に出場し始めたジャックは、やがてエンゾを上回る120メートルの大記録を打ちたてた。ジャックの記録を超えることは生理学的に危険だとして、次の大会を直前に中止する医師や主催者たち。それを無視して潜ったエンゾは急死した。
その夜、勝手に潜水の機材を動かし、真っ暗な海に潜ろうとするジャック。妊娠したことを告げて引き止めるジョアンナ。だが、海しか見えないジャックの為に、ジョアンナは自ら機材を始動させた。浮上を補佐するロープの最深部まで潜るジャック。ロープを手放したジャックは迎えに来たイルカと共に、暗い海中へと泳ぎ去った。

## 登場人物
ジャック・マイヨール
フランス人ダイバー。驚異的な潜水能力を持ち、潜水生理学者ローレンス博士の研究対象となっている。ギリシアでの子供時代に、潜水夫である父が潜水中の事故で死亡。大きな喪失感を抱えており、イルカだけが心の拠り所となっている。
モデルは同名の実在のダイバー、ジャック・マイヨール。
エンゾ・モリナーリ
イタリア人ダイバー。フリーダイビング競技会の強豪であり、その性格は尊大にして、どこまでも陽気。ただしママには頭が上がらない。
モデルは実在のイタリア人ダイバー、エンゾ・マイオルカ。
ジョアンナ・ベイカー
ニューヨークで働く保険調査員。都会の喧騒、渋滞、ルームメイトのグチにウンザリしていた中、ジャックと運命的な出会いをする。

### キャスト
- ジョアンナ・ベイカー - ロザンナ・アークエット
- ジャック・マイヨール - ジャン＝マルク・バール
- エンゾ・モリナーリ - ジャン・レノ
- ローレンス博士 - ポール・シェナー
- ノヴェリ - セルジオ・カステリット
- ロベルト - マルク・デュレ
- ルイ叔父 - ジャン・ブイーズ
- ダフィー - グリフィン・ダン

#### 日本語吹替
| 役名                 | 俳優                   | 日本語吹替   | 日本語吹替   |
| 役名                 | 俳優                   | テレビ朝日版 | テレビ東京版 |
| -------------------- | ---------------------- | ------------ | ------------ |
| ジョアンナ・ベイカー | ロザンナ・アークエット | 松井菜桜子   | 岡寛恵       |
| ジャック・マイヨール | ジャン＝マルク・バール | 池田秀一     | 辻谷耕史     |
| エンゾ・モリナーリ   | ジャン・レノ           | 屋良有作     | 壤晴彦       |
| ローレンス博士       | ポール・シェナー       | 吉水慶       | 田中秀幸     |
| ノヴェリ             | セルジオ・カステリット | 秋元羊介     | 伊藤和晃     |
| ロベルト             | マルク・デュレ         | 堀内賢雄     | 立木文彦     |
| ルイ叔父             | ジャン・ブイーズ       |              | 阪脩         |
| ダフィー             | グリフィン・ダン       |              | 山路和弘     |

- テレビ朝日版：初回放送1990年12月15日『ウィークエンドシアター』(01:15-03:10)

日本で劇場公開された「国際版」が『グレート・ブルー』の邦題で放送された。
- テレビ東京版：初回放送2000年12月30日『20世紀名作シネマ』(23:30-02:40)※ノーカット放送

監督が最初に完成させた「長尺版」が『グラン・ブルー グレート・ブルー完全版』の邦題で放送された。
- 2019年現在、発売されているソフトにはいずれの日本語吹替も収録されていない。

## 制作

### 原案
リュック・べッソンは、小さい頃からスキューバダイビングに没頭していたが、事故で二度と潜れなくなってしまう。その時たまたまジャック・マイヨールの記録フィルムを見て、彼は「海に関する映画を作らなければ」と思ったという。翌年には、彼は本格的に映画製作の道へと進み始める。

### プリプロダクション
「サブウェイ」の撮影中、主演女優のイザベル・アジャーニの友人であるウォーレン・ベイティと食事の席で一緒になったベッソンは、「グラン・ブルー」の冒頭部分について語り、乗り気になったベイティはプロデューサーになりたいと申し出し、さらに彼はベッソンに前金として25000ドルを小切手で渡した。1985年、ベッソンはサブウェイの配給を行ったゴーモンに出資を頼み、またジャン・レノ、エリック・セラ、クリストファー・ランバートを伴いロケハンを開始する。
ベイティにも脱稿したスクリプトを渡し、契約を取り付けようとするが保留との返事が出る。翌年、ベッソンは小切手で渡されたお金を使い切ってしまい、またベイティとも連絡が取りづらくなったため断り文を書いた手紙を送り、25000ドルもなんとか集めて返金する。ベッソンはゴーモンの会長ニコラ・セドゥに脚本を渡す。脚本を見たセドゥは制作を希望し、またワーナーブラザースからも連絡が入るが、同年、ベイティにスクリプトを渡した時に通訳担当のマルジョリー・イスラエルが本作の権利をベイティに渡し、ベイティはフォックスに企画を持ち込んで制作費50万ドルを受け取っていたことが発覚。ベッソンは謝罪し、権利放棄のためにベイティから要求された50万ドルをゴーモンが支払ったことでトラブルは解決した。（20世紀フォックスにはアメリカとイタリア以外での作品の配給権だけが残った。）

### 撮影
ジャック・マイヨールが凍った湖に飛び込むシーンでは、実際のペルーの湖で、スタントなしでジャン＝マルク・バール本人が潜った。もともと彼は泳ぎは得意なほうだったが、ベッソンは「彼の瞳の中に、真の恐怖感が見えた」と語っている。また、天井から水が迫ってくるジャックの悪夢のシーンは実写で、天井にベッドを吊るして、プールに浸して撮影した。

## 様々なバージョン
初上映は1988年5月10日、第41回カンヌ国際映画祭の栄えあるオープニング作品としてだったが、メディアはこぞって酷評。翌5月11日からフランス国内で公開されるが、当初の数字は惨憺たるものだった。
- 『Le Grand Bleu』 フランス公開版（132分） - 仏国内で最初に公開された版。カンヌで上映されたものと同じ。本作は元々国際マーケット向けに製作されたもので、セリフはすべて英語。仏公開版は俳優本人たちが仏語に吹替えている。

- 『THE BIG BLUE』国際版（120分） - 海外向け編集版で仏公開版より12分カット。日本では『グレート・ブルー』の邦題で劇場公開された。

- 『THE BIG BLUE』アメリカ公開版（118分） - ベースは国際版だが音楽はエリック・セラではなく、ビル・コンティのスコアに差し替えられている。またラストシーンに追加された1カットのために、作品の結末が大きく変わってしまっている。

- 『Le Grand Bleu/VERSION LONGUE』長尺版（168分） - ベッソン監督が最初に完成させた言わば“無編集版”（フランス初公開版は、このバージョンから監督自ら36分間カットしたもの）。
日本では『グラン・ブルー/グレート・ブルー完全版』の邦題で劇場公開された（上映時は仏語吹替え版）。

- 『10ans Le Grand Bleu/VERSION ORIGINALE』オリジナル版（132分） - 1998年、作品生誕10周年を記念してフランスでリバイバル上映されたもの。仏初公開版と同じ物。日本でも同年、『グラン・ブルー/オリジナル・バージョン』として劇場公開。ベッソン監督は「これこそが磨きに磨きぬいた、一生大事にしていきたい、心の一本」と表明している。

### 日本での「グラン・ブルー・ジェネラシオン」
日本では20世紀フォックスが配給を手がけ、『グレート・ブルー』として1988年8月20日に東宝洋画系にて公開された。公開当時のキャッチ・コピーは「海には、多くの秘密がある。」。しかし同時期公開のヒット作の多くに興行面で苦戦してしまい、メイン上映館であった日劇プラザは2週間、新宿プラザ劇場は1週間で打ち切りとなる。
その後フランスでの盛り上がりが伝わるにつれ、口コミで話題となり、1989年4月にセルビデオが発売されると、六本木WAVEビデオ部門で1位となるなど、折からのカルト映画ブームもあり『グレート・ブルー』人気が熱気を帯びていく。
当時キリン・シーグラムから発売されたウイスキー「HIPS」のCMにはジャン・レノ、マルク・デュレの2人が劇中のエンゾ、ロベルト兄弟のイメージをそのままに起用され、業界での注目度も高かった。
その「HIPS」が冠スポンサーとなり、1992年6月20日には『グラン・ブルー/グレート・ブルー完全版』がシネセゾン渋谷で独占公開。配給は日本ヘラルド映画。ミニシアターでの興行ではあるが、連日立ち見が出るほどの盛況となり、それ以降も全国で順次公開された。
2010年8月7日から『グラン・ブルー完全版 〜デジタル・レストア・バージョン〜』が角川映画配給により角川シネマ新宿などで日本公開され、同年9月24日に同バージョンのBlu-ray Discが発売された。

## 実話との相違点
本作は、実在の世界的フリーダイバー、ジャック・マイヨールとエンゾ・マイオルカをモデルにした以外、ストーリーはほぼフィクションである。
- 劇中の時代設定は、1980年代後半になっているが、実際の彼らが記録を競ったのは1960年代後半から1970年代前半である。
- マイヨールと恋仲になる女性は架空の人物。
- 映画ではマイオルカが事故で死亡することになっているが、実際には一命を取り留め、医師から潜水を禁じられたので、一線を引いたのである。
- 劇中のマイヨールは物静かで控えめな男性に描かれているが、実際は饒舌で自己主張が強く、怒りっぽい人物であった。逆に、口汚い粗野な人物に描かれたマイオルカは「この作品は監督と同じフランス人を主役にしているため、マイヨールは実際の人物像よりも美化され、逆にマイオルカは気品のないイタリア人に貶められている」と語っている。[2]

## トリビア
- ジャックの父を演じるクロード・ベッソンはリュック・ベッソンの実の父親である。海で窒息死するシーンでは実際に窒息してしまい、大事には至らなかったものの、ベッソンはかなり落ち込んだという。
- エンディングに「娘のジュリエットに捧ぐ（Dedicaded to my daughter Juliette）」の文字が入る。これは、映画の撮影開始と同時に生まれ、重い病気を持って生まれたベッソンの娘のことである。
- 北海道函館市のコミュニティFM放送局「FMいるか」にて、この作品のBGMが時折流れている。協賛企業紹介時は「Deep Blue Dream」、放送機器メンテナンス等による夜間放送休止時は「The Big Blue Overture」が流れている（時期不明 - 2005年4月3日までは毎日の全番組終了時にフルコーラス流れていた）。なお、夜間放送休止からの放送再開時は「Virgin Islands」がフルコーラス流れている。毎日23:59 - 翌0:00・4:59 - 5:00のジャンクション時は、深夜は「Virgin Islands」、早朝は「The Big Blue Overture」が流れている（2022年10月1日現在）。
- モデルのジャック・マイヨールは2001年に自殺によって死去した[3]。